# Chiericatiovský palác
Chiericatiovský palác (italsky Palazzo Chiericati) je renesanční palác ve Vicenze v severní Itálii, který navrhl architekt Andrea Palladio. Zadavatelem stavby byl hrabě Girolamo Chiericati. Palladio pro jeho rodinu navrhl také venkovské letní sídlo Vilu Chiericatiů (Villa Chiericati). Palác se začal stavět v roce 1550 a ve stavbě se později pokračovalo pod záštitou Chiericatiho syna Valeria. Dílo však nebylo úplně dokončeno až do roku 1680, kdy stavbu pravděpodobně řídil architekt Carla Borella. Palác byl postaven v oblasti zvané „piazza dell'Isola“ (Ostrovní náměstí, v současnosti Piazza Matteotti), kde se nacházel trh se dřevem a dobytkem. V té době to byl ostrůvek obklopený potoky Retrone a Bacchiglione. Kvůli ochraně stavby před častými povodněmi ji Palladio navrhl na vyvýšeném místě: ke vstupu se vycházelo trojitým schodištěm v klasickém stylu.
Hlavní fasáda paláce se skládá ze tří polí, centrální část stavbu mírně vyčnívá kupředu. Obě křídla mají lodžie na úrovni piana nobile, zatímco centrální část je uzavřena. Fasáda má dvě nad sebou uspořádané řady sloupů, dórských na nižší úrovni a iónských výše. Linii střechy zdobí sochy.

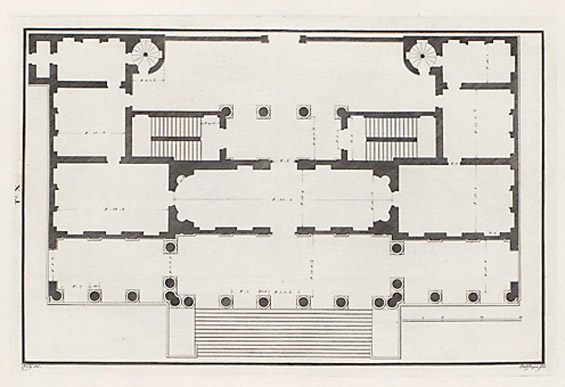
Půdorys (kresba Ottavio Bertotti Scamozzi, 1776)
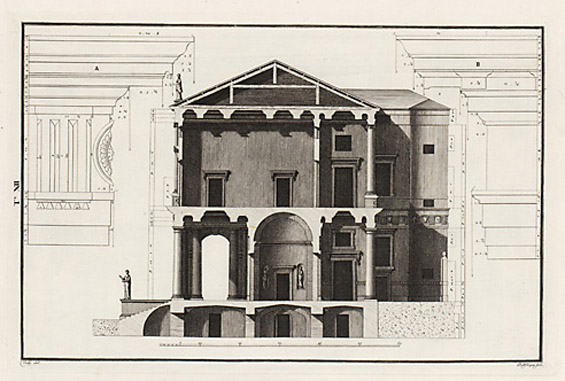
Průřez (Ottavio Bertotti Scamozzi, 1776)

Od roku 1855 v budově sídlí Městské muzeum (Museo Civico) a později přibyla také městská umělecká galerie. Mezinárodní ochranu stavba získala roku 1994 spolu s dalšími palladiovskými budovami ve Vicenze jako součást světového dědictví UNESCO pod názvem Město Vicenza a Palladiovy vily v Benátsku.

## Galerie

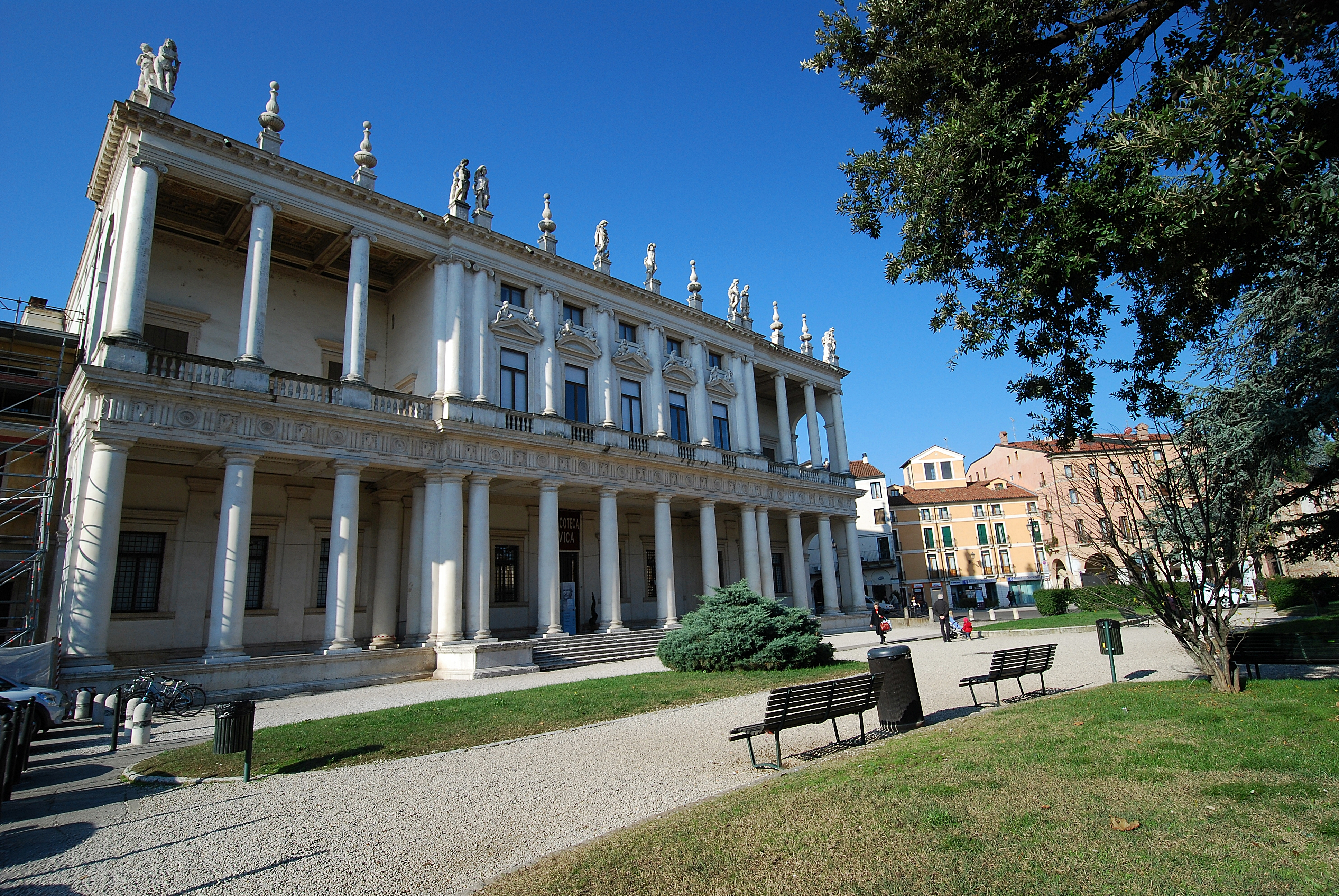
Dvojitá lodžie
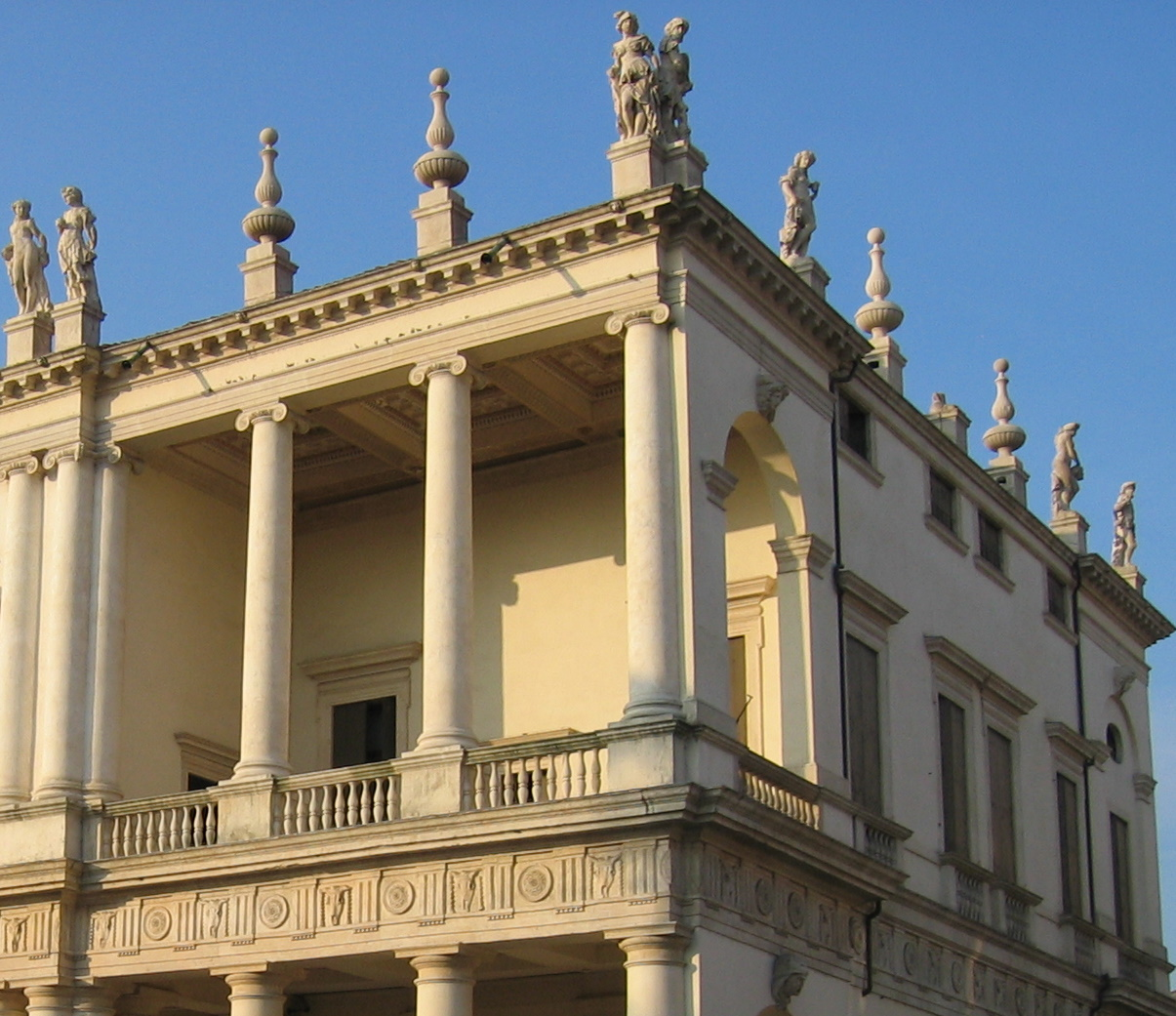
Detail střechy
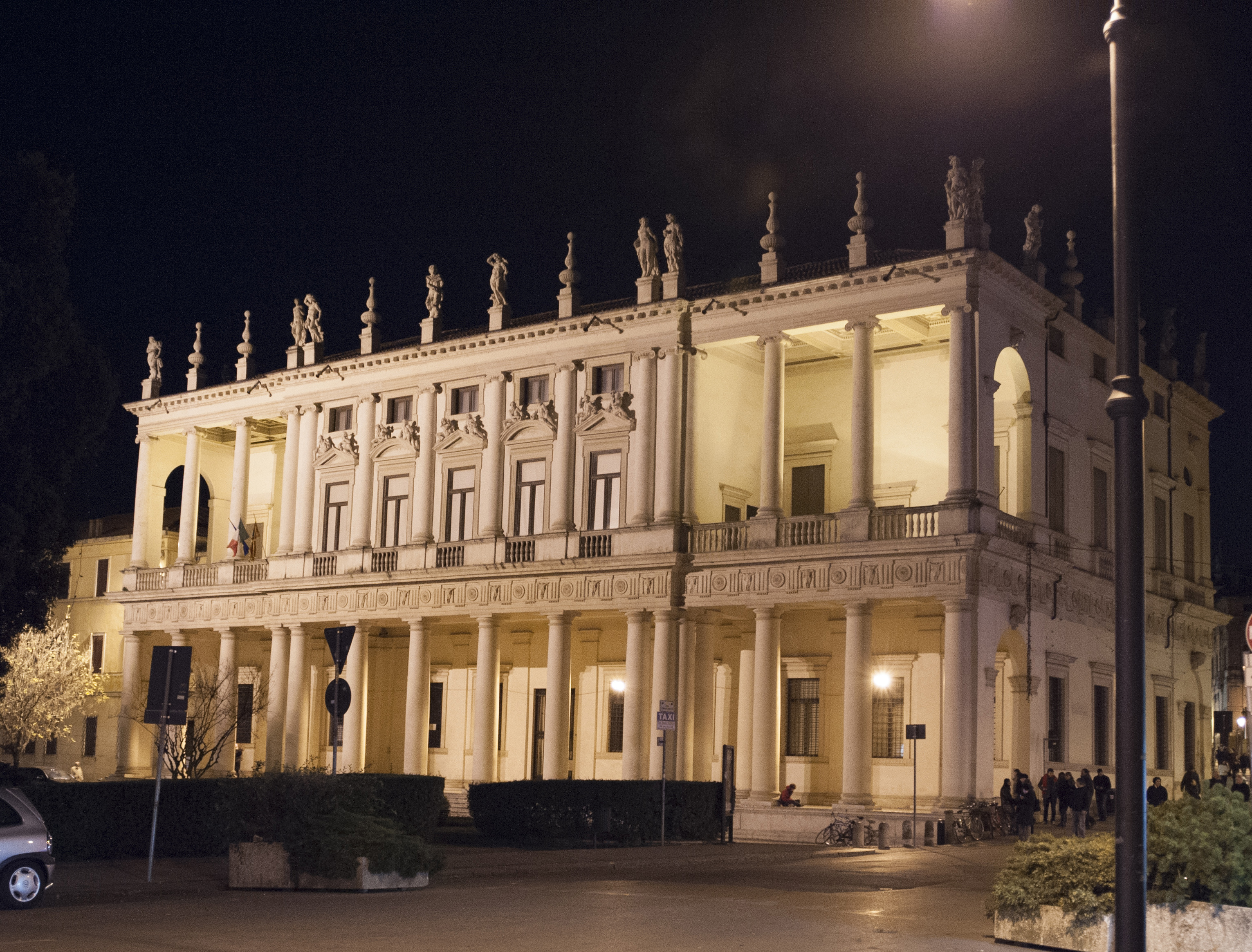
V noci
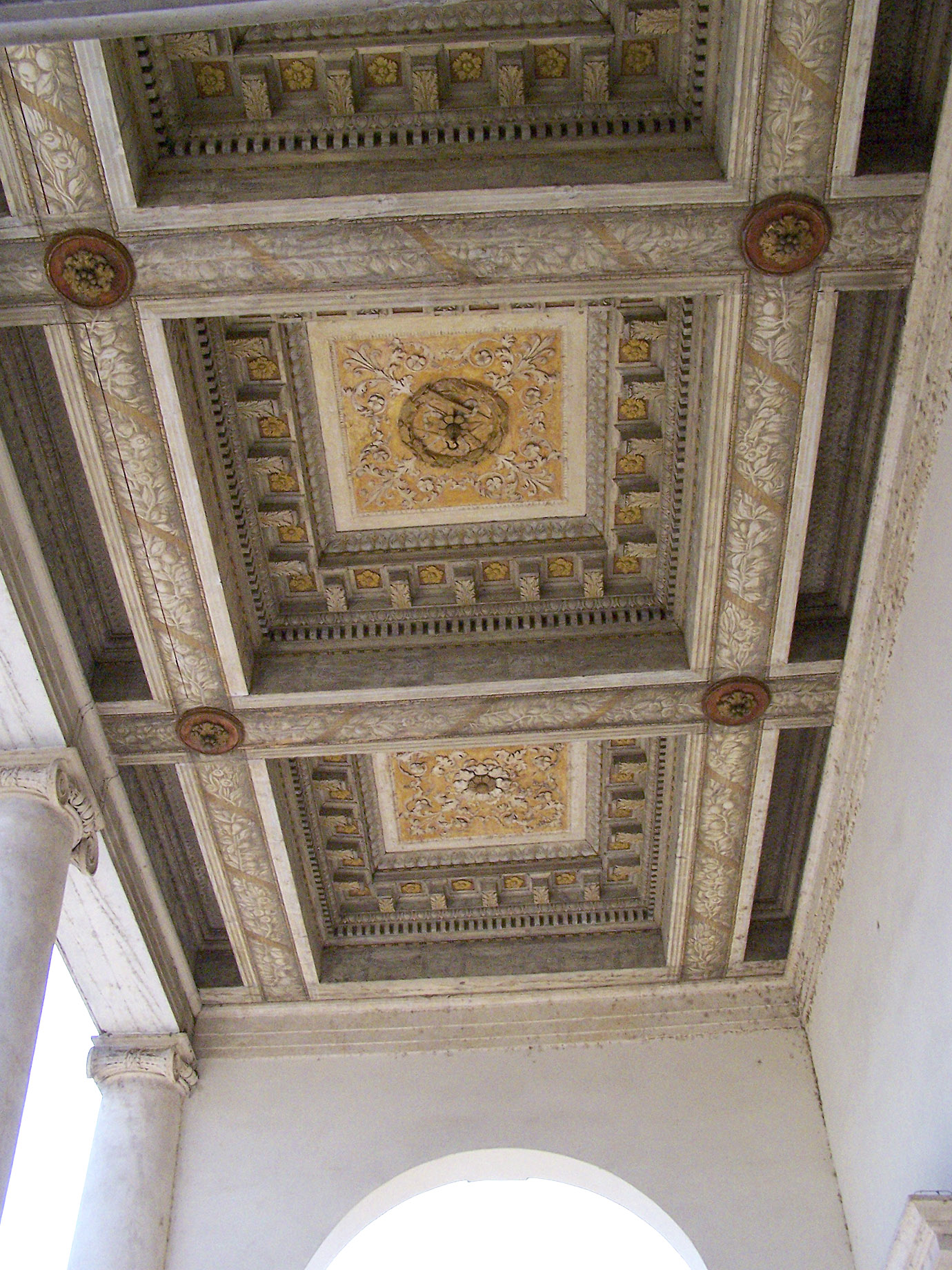
Stropní malby v otevřené lodžii
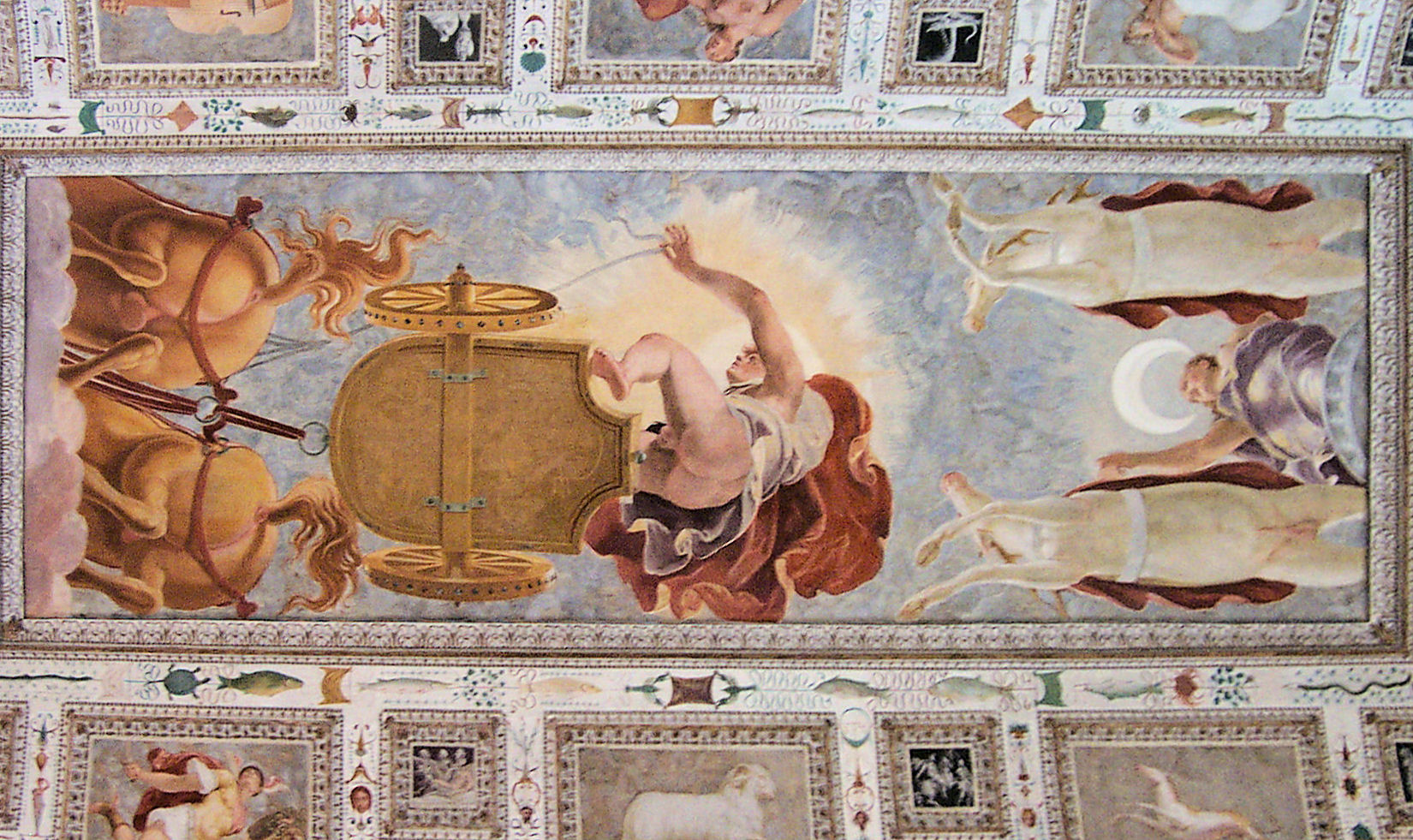
Panel stropu ve vestibulu
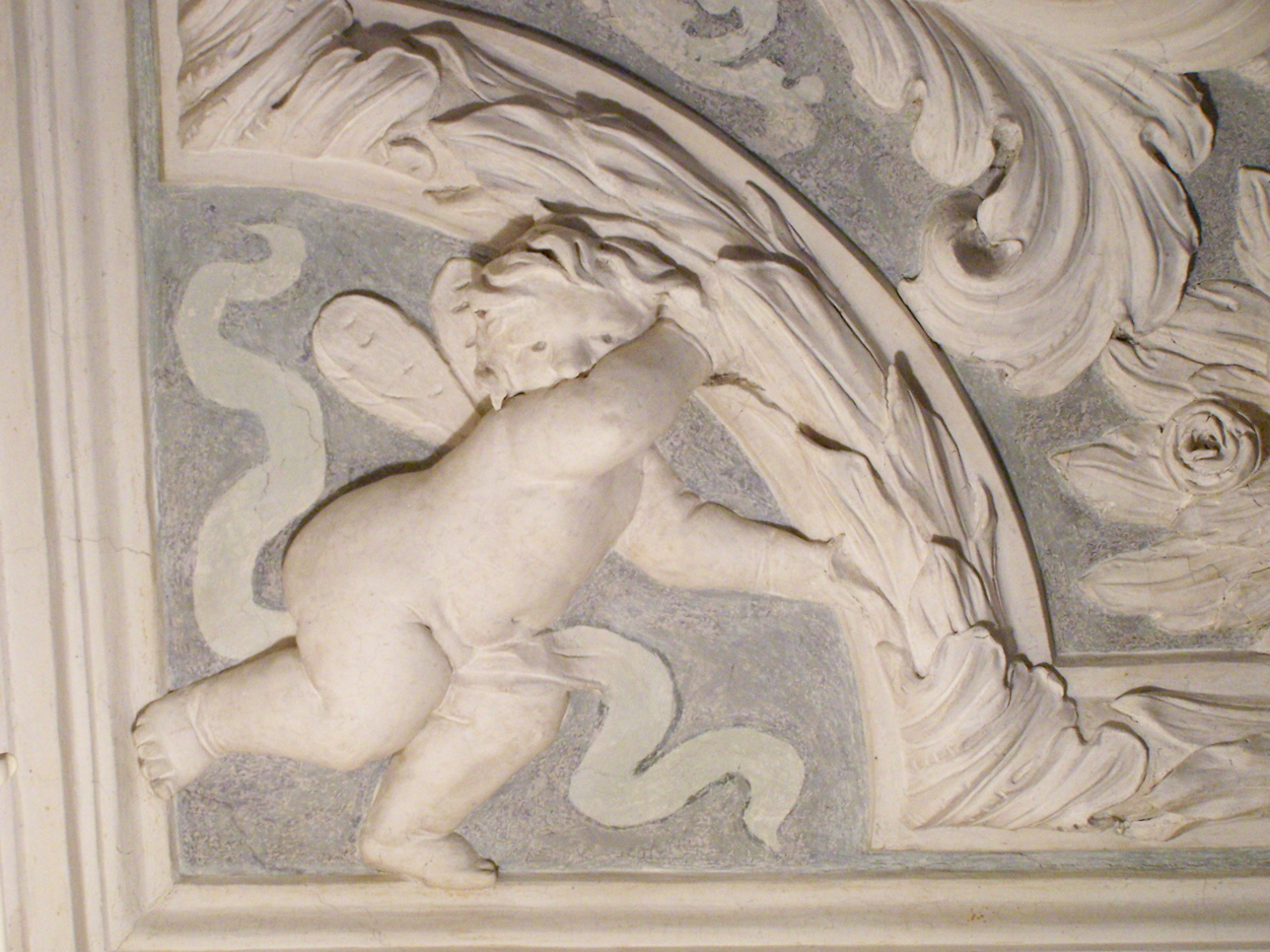
Detail stropu
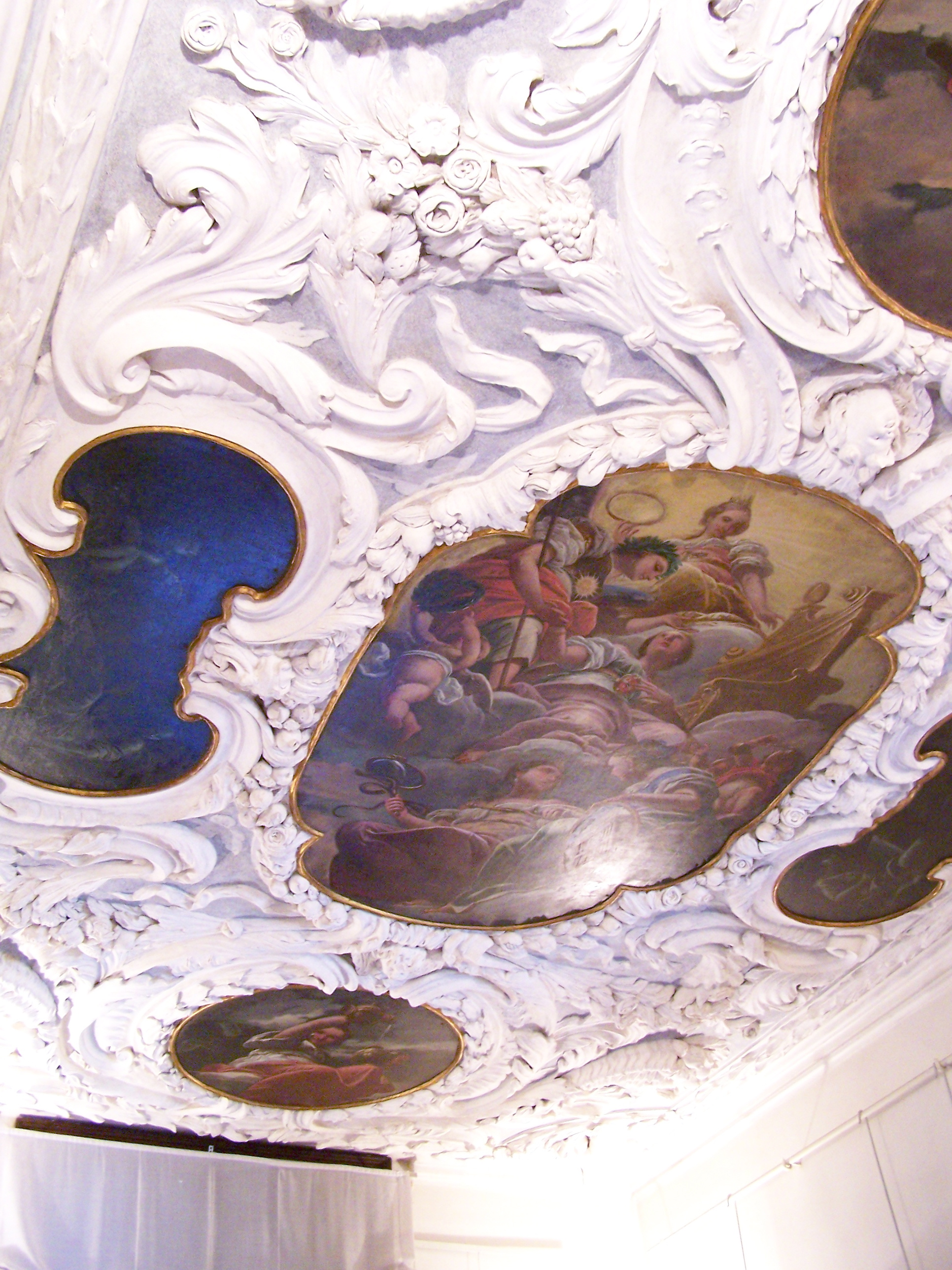
Stropní freska a štuková výzdoba
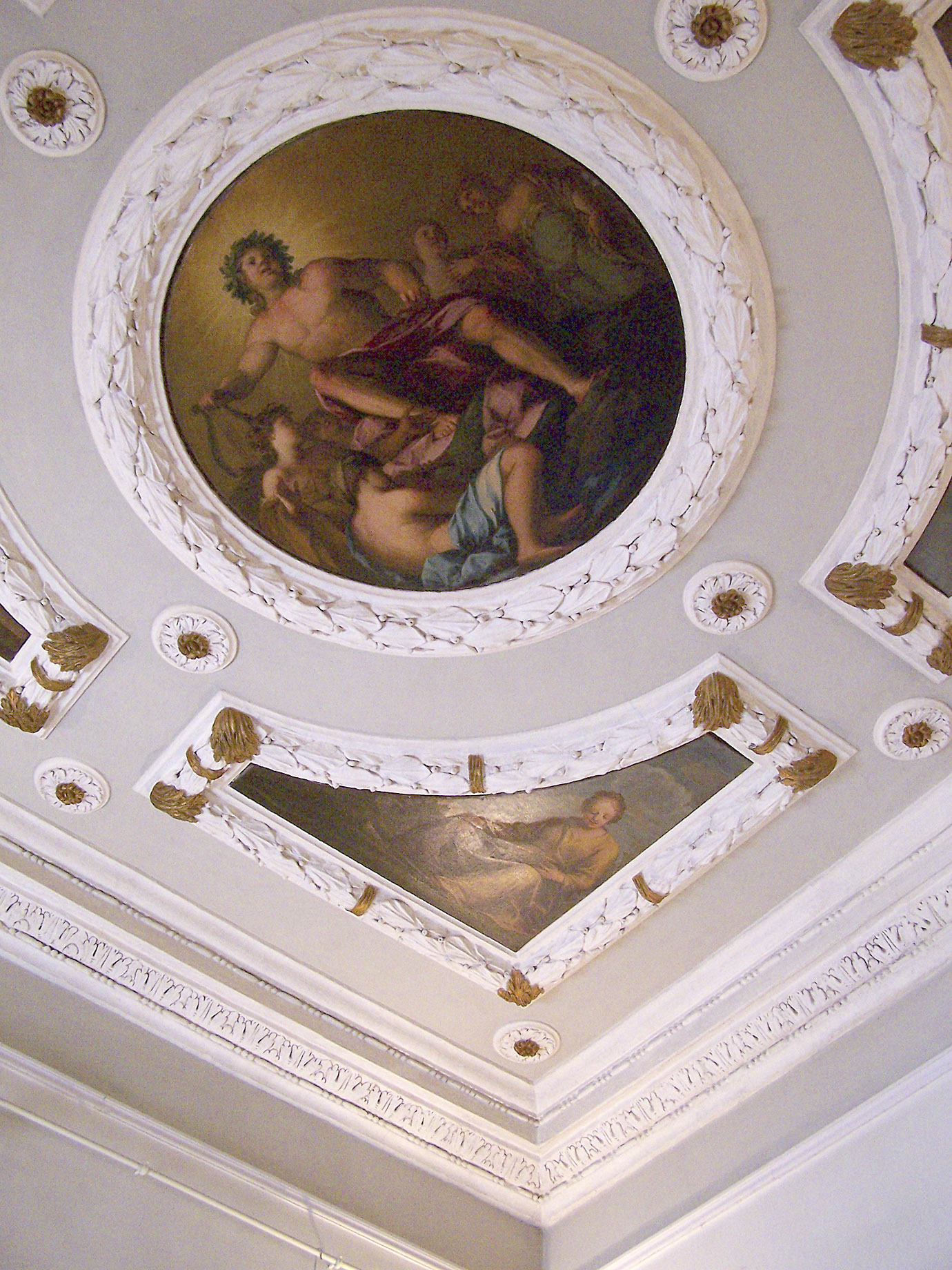
Detail stropu
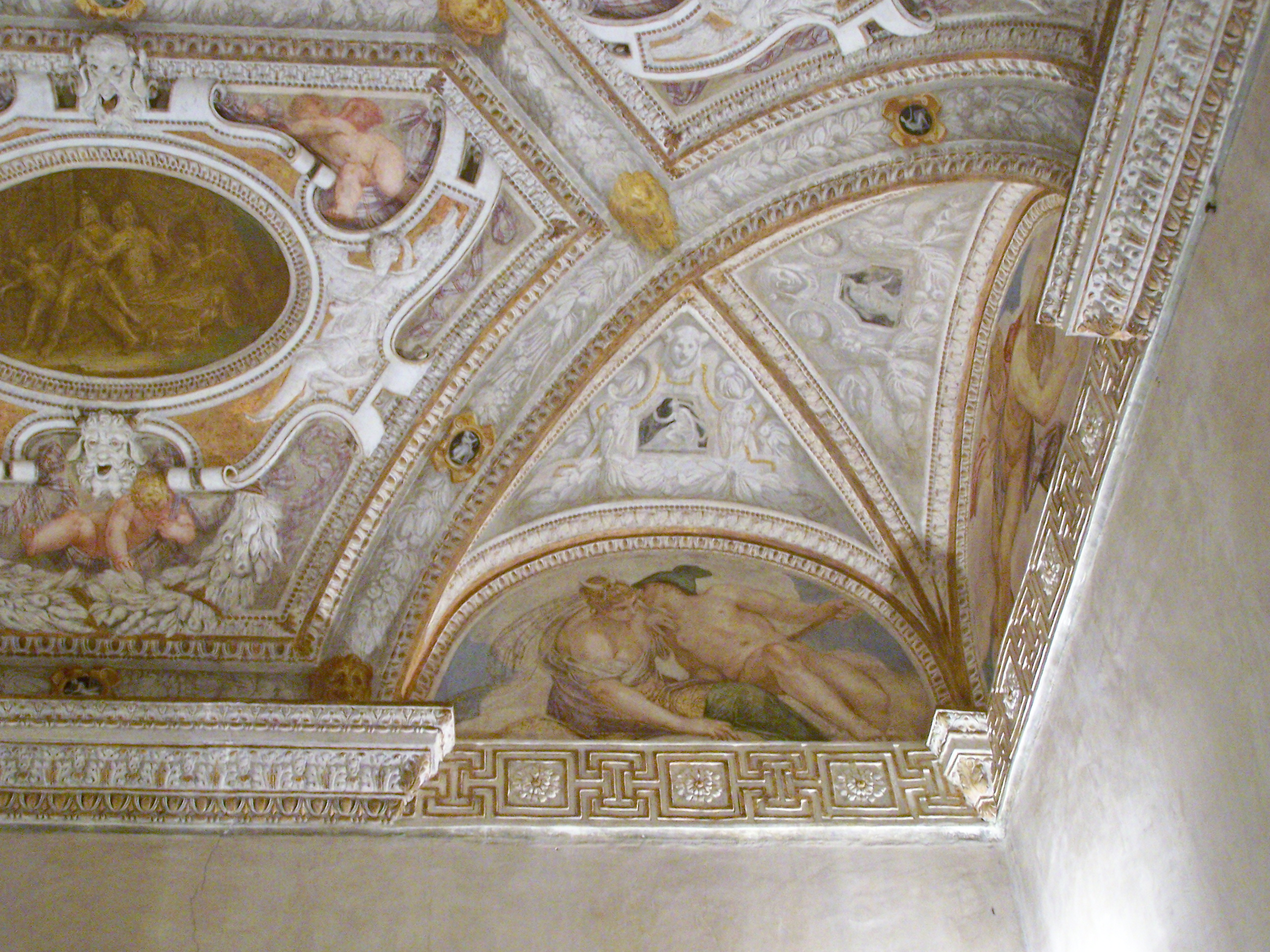
Detail stropu